# Velociraptorinae
Velociraptorinae é uma subfamília controversa do grupo terópode dos Dromaeosauridae. Os primeiros Velociraptorinae são provavelmente Nuthetes provenientes do Reino Unido, e, possivelmente, Deinonychus da América do Norte. No entanto, vários Velociraptorinae indeterminados também foram descobertos, datando do estágio Kimmeridgiano, no período Jurássico Superior. Estes fósseis foram descobertos na pedreira Langenberg, Oker perto de Goslar, Alemanha.
Em 2007, paleontologistas estudaram ossos dos membros dianteiros do Velociraptor e descobriram pequenas saliências na superfície, conhecidas como botões de penas. O mesmo recurso está presente em alguns ossos de aves, e representa o ponto de fixação para fortes penas das asas. Esta descoberta forneceu a primeira evidência direta de que os Velociraptorinae, como todos os outros maniraptorinos, tinham penas.
Enquanto a maioria dos Velociraptorinae foram geralmente pequenos animais, pelo menos uma espécie pode ter alcançado tamanhos gigantescos comparáveis àqueles encontrados entre os Dromaeosaurinae. Até agora, este Velociraptorinae gigante sem nome é conhecido apenas a partir dos dentes encontrados na Ilha de Wight, Inglaterra. Os dentes pertencem a um animal, do tamanho dos Dromaeosaurinae do gênero Utahraptor, mas eles parecem pertencer a um Velociraptorinae, a julgar pela forma dos dentes e da anatomia das serrilhas.

## Classificação
Quando erguido por Barsbold em 1983, Velociraptorinae foi concebido como um grupo contendo os Velociraptor e supostas espécies estreitamente relacionadas. Não foi até 1998 que este grupo foi definido como um clado por Paul Sereno. Sereno definiu o grupo como todos dromaeossaurídeos mais estreitamente relacionados com Dromaeosaurus do que Velociraptor. Embora vários estudos tenham recuperado um grupo de dromaeossaurídeos estreitamente relacionados com Velociraptor, eles variam muito em relação a quais espécies são realmente Velociraptorinae e que são tanto mais da base ou mais perto dos Dromaeosaurus.
Novas e Pol (2005) encontraram um clado distinto de Velociraptorinae perto do ponto de vista tradicional, que inclui o Velociraptor, Deinonychus, e o material que mais tarde foi nomeado de Tsaagan. Uma análise filogenética conduzida por Turner et al. (2012) também apoiou um tradicional, monofilético de Velociraptorinae. No entanto, alguns estudos encontraram um grupo muito diferente de dromaeossaurídeos nos Velociraptorinae, como Longrich e Currie (2009), que encontraram um Deinonychus a ser um não-Velociraptorinae, não-eudromaeossaurídeo dromaeosauridae e Saurornitholestes ser um membro de um grupo mais da base, eles nomearam de Saurornitholestinae. Uma análise mais ampla em 2013 encontrou alguns tradicionais Velociraptorinae, como Tsaagan, para ser mais da base do Velociraptor, enquanto outros a ser mais estreitamente relacionados com Dromaeosaurus, tornando-os Dromaeosaurinae. Este estudo encontrou Balaurs, anteriormente considerado um Velociraptorinae por a maioria das análises, para ser um Avialae.
O cladograma abaixo segue uma análise de 2009 pelos paleontologistas Nicholas Longrich e Philip J. Currie, usando um conjunto de dados de 114 caracteres marcados para 23 táxons.
|  | Atrociraptor      |
|  |                   |
|  | Bambiraptor       |
|  |                   |
|  | Saurornitholestes |
|  |                   |

|  | Velociraptor |
|  |              |
|  | Itemirus     |
|  |              |

|  | Adasaurus   |
|  |             |
|  | Tsaagan     |
|  |             |
|  | Linheraptor |
|  |             |

|  | Velociraptor |
|  |              |
|  | Itemirus     |
|  |              |

|  | Adasaurus   |
|  |             |
|  | Tsaagan     |
|  |             |
|  | Linheraptor |
|  |             |

|  | Dromaeosaurus |
|  |               |
|  | Achillobator  |
|  |               |
|  | Utahraptor    |
|  |               |

|  | Velociraptor |
|  |              |
|  | Itemirus     |
|  |              |

|  | Adasaurus   |
|  |             |
|  | Tsaagan     |
|  |             |
|  | Linheraptor |
|  |             |

|  | Velociraptor |
|  |              |
|  | Itemirus     |
|  |              |

|  | Adasaurus   |
|  |             |
|  | Tsaagan     |
|  |             |
|  | Linheraptor |
|  |             |

|  | Dromaeosaurus |
|  |               |
|  | Achillobator  |
|  |               |
|  | Utahraptor    |
|  |               |

|  | Velociraptor |
|  |              |
|  | Itemirus     |
|  |              |

|  | Adasaurus   |
|  |             |
|  | Tsaagan     |
|  |             |
|  | Linheraptor |
|  |             |

|  | Velociraptor |
|  |              |
|  | Itemirus     |
|  |              |

|  | Adasaurus   |
|  |             |
|  | Tsaagan     |
|  |             |
|  | Linheraptor |
|  |             |

|  | Dromaeosaurus |
|  |               |
|  | Achillobator  |
|  |               |
|  | Utahraptor    |
|  |               |

|  | Velociraptor |
|  |              |
|  | Itemirus     |
|  |              |

|  | Adasaurus   |
|  |             |
|  | Tsaagan     |
|  |             |
|  | Linheraptor |
|  |             |

|  | Velociraptor |
|  |              |
|  | Itemirus     |
|  |              |

|  | Adasaurus   |
|  |             |
|  | Tsaagan     |
|  |             |
|  | Linheraptor |
|  |             |

|  | Dromaeosaurus |
|  |               |
|  | Achillobator  |
|  |               |
|  | Utahraptor    |
|  |               |

|  | Atrociraptor      |
|  |                   |
|  | Bambiraptor       |
|  |                   |
|  | Saurornitholestes |
|  |                   |

|  | Velociraptor |
|  |              |
|  | Itemirus     |
|  |              |

|  | Adasaurus   |
|  |             |
|  | Tsaagan     |
|  |             |
|  | Linheraptor |
|  |             |

|  | Velociraptor |
|  |              |
|  | Itemirus     |
|  |              |

|  | Adasaurus   |
|  |             |
|  | Tsaagan     |
|  |             |
|  | Linheraptor |
|  |             |

|  | Dromaeosaurus |
|  |               |
|  | Achillobator  |
|  |               |
|  | Utahraptor    |
|  |               |

|  | Velociraptor |
|  |              |
|  | Itemirus     |
|  |              |

|  | Adasaurus   |
|  |             |
|  | Tsaagan     |
|  |             |
|  | Linheraptor |
|  |             |

|  | Velociraptor |
|  |              |
|  | Itemirus     |
|  |              |

|  | Adasaurus   |
|  |             |
|  | Tsaagan     |
|  |             |
|  | Linheraptor |
|  |             |

|  | Dromaeosaurus |
|  |               |
|  | Achillobator  |
|  |               |
|  | Utahraptor    |
|  |               |

|  | Velociraptor |
|  |              |
|  | Itemirus     |
|  |              |

|  | Adasaurus   |
|  |             |
|  | Tsaagan     |
|  |             |
|  | Linheraptor |
|  |             |

|  | Velociraptor |
|  |              |
|  | Itemirus     |
|  |              |

|  | Adasaurus   |
|  |             |
|  | Tsaagan     |
|  |             |
|  | Linheraptor |
|  |             |

|  | Dromaeosaurus |
|  |               |
|  | Achillobator  |
|  |               |
|  | Utahraptor    |
|  |               |

|  | Velociraptor |
|  |              |
|  | Itemirus     |
|  |              |

|  | Adasaurus   |
|  |             |
|  | Tsaagan     |
|  |             |
|  | Linheraptor |
|  |             |

|  | Velociraptor |
|  |              |
|  | Itemirus     |
|  |              |

|  | Adasaurus   |
|  |             |
|  | Tsaagan     |
|  |             |
|  | Linheraptor |
|  |             |

|  | Dromaeosaurus |
|  |               |
|  | Achillobator  |
|  |               |
|  | Utahraptor    |
|  |               |

O cladograma abaixo segue uma análise de 2012 de Turner, Makovicky e Norell, usando um conjunto de dados de 474 caracteres marcados para 111 táxons.
|  | Saurornitholestes                                                                                                 |
|  | |
|  | \| \| Adasaurus \| \| \| \| \| \| Deinonychus \| \| \| \| \| \| Velociraptor \| \| \| \| \| \| Balaur \| \| \| \| |
|  | |
|  | Adasaurus |
|  | |
|  | Deinonychus |
|  | |
|  | Velociraptor |
|  | |
|  | Balaur |
|  | |

|  | Adasaurus    |
|  |              |
|  | Deinonychus  |
|  |              |
|  | Velociraptor |
|  |              |
|  | Balaur       |
|  |              |

|  | Saurornitholestes                                                                                                 |
|  | |
|  | \| \| Adasaurus \| \| \| \| \| \| Deinonychus \| \| \| \| \| \| Velociraptor \| \| \| \| \| \| Balaur \| \| \| \| |
|  | |
|  | Adasaurus |
|  | |
|  | Deinonychus |
|  | |
|  | Velociraptor |
|  | |
|  | Balaur |
|  | |

|  | Adasaurus    |
|  |              |
|  | Deinonychus  |
|  |              |
|  | Velociraptor |
|  |              |
|  | Balaur       |
|  |              |

|  | Saurornitholestes                                                                                                 |
|  | |
|  | \| \| Adasaurus \| \| \| \| \| \| Deinonychus \| \| \| \| \| \| Velociraptor \| \| \| \| \| \| Balaur \| \| \| \| |
|  | |
|  | Adasaurus |
|  | |
|  | Deinonychus |
|  | |
|  | Velociraptor |
|  | |
|  | Balaur |
|  | |

|  | Adasaurus    |
|  |              |
|  | Deinonychus  |
|  |              |
|  | Velociraptor |
|  |              |
|  | Balaur       |
|  |              |

|  | Saurornitholestes                                                                                                 |
|  | |
|  | \| \| Adasaurus \| \| \| \| \| \| Deinonychus \| \| \| \| \| \| Velociraptor \| \| \| \| \| \| Balaur \| \| \| \| |
|  | |
|  | Adasaurus |
|  | |
|  | Deinonychus |
|  | |
|  | Velociraptor |
|  | |
|  | Balaur |
|  | |

|  | Adasaurus    |
|  |              |
|  | Deinonychus  |
|  |              |
|  | Velociraptor |
|  |              |
|  | Balaur       |
|  |              |

|  | Saurornitholestes                                                                                                 |
|  | |
|  | \| \| Adasaurus \| \| \| \| \| \| Deinonychus \| \| \| \| \| \| Velociraptor \| \| \| \| \| \| Balaur \| \| \| \| |
|  | |
|  | Adasaurus |
|  | |
|  | Deinonychus |
|  | |
|  | Velociraptor |
|  | |
|  | Balaur |
|  | |

|  | Adasaurus    |
|  |              |
|  | Deinonychus  |
|  |              |
|  | Velociraptor |
|  |              |
|  | Balaur       |
|  |              |

|  | Saurornitholestes                                                                                                 |
|  | |
|  | \| \| Adasaurus \| \| \| \| \| \| Deinonychus \| \| \| \| \| \| Velociraptor \| \| \| \| \| \| Balaur \| \| \| \| |
|  | |
|  | Adasaurus |
|  | |
|  | Deinonychus |
|  | |
|  | Velociraptor |
|  | |
|  | Balaur |
|  | |

|  | Adasaurus    |
|  |              |
|  | Deinonychus  |
|  |              |
|  | Velociraptor |
|  |              |
|  | Balaur       |
|  |              |

|  | Saurornitholestes                                                                                                 |
|  | |
|  | \| \| Adasaurus \| \| \| \| \| \| Deinonychus \| \| \| \| \| \| Velociraptor \| \| \| \| \| \| Balaur \| \| \| \| |
|  | |
|  | Adasaurus |
|  | |
|  | Deinonychus |
|  | |
|  | Velociraptor |
|  | |
|  | Balaur |
|  | |

|  | Adasaurus    |
|  |              |
|  | Deinonychus  |
|  |              |
|  | Velociraptor |
|  |              |
|  | Balaur       |
|  |              |

|  | Saurornitholestes                                                                                                 |
|  | |
|  | \| \| Adasaurus \| \| \| \| \| \| Deinonychus \| \| \| \| \| \| Velociraptor \| \| \| \| \| \| Balaur \| \| \| \| |
|  | |
|  | Adasaurus |
|  | |
|  | Deinonychus |
|  | |
|  | Velociraptor |
|  | |
|  | Balaur |
|  | |

|  | Adasaurus    |
|  |              |
|  | Deinonychus  |
|  |              |
|  | Velociraptor |
|  |              |
|  | Balaur       |
|  |              |

O cladograma abaixo segue uma análise de 2013 pelo Godefroit et al., Usando um conjunto de dados de 1.500 caracteres marcados para 358 táxons.
|  | Tianyuraptor |
|  |              |
|  | Bambiraptor  |
|  |              |

|  | Achillobator                                                 |
|  |                                                              |
|  | Deinonychus                                                  |
|  |                                                              |
|  | Saurornitholestes                                            |
|  |                                                              |
|  | \| \| Dromaeosaurus \| \| \| \| \| \| Utahraptor \| \| \| \| |
|  |                                                              |
|  | Dromaeosaurus                                                |
|  |                                                              |
|  | Utahraptor                                                   |
|  |                                                              |

|  | Dromaeosaurus |
|  |               |
|  | Utahraptor    |
|  |               |

|  | Achillobator                                                 |
|  |                                                              |
|  | Deinonychus                                                  |
|  |                                                              |
|  | Saurornitholestes                                            |
|  |                                                              |
|  | \| \| Dromaeosaurus \| \| \| \| \| \| Utahraptor \| \| \| \| |
|  |                                                              |
|  | Dromaeosaurus                                                |
|  |                                                              |
|  | Utahraptor                                                   |
|  |                                                              |

|  | Dromaeosaurus |
|  |               |
|  | Utahraptor    |
|  |               |

|  | Tianyuraptor |
|  |              |
|  | Bambiraptor  |
|  |              |

|  | Achillobator                                                 |
|  |                                                              |
|  | Deinonychus                                                  |
|  |                                                              |
|  | Saurornitholestes                                            |
|  |                                                              |
|  | \| \| Dromaeosaurus \| \| \| \| \| \| Utahraptor \| \| \| \| |
|  |                                                              |
|  | Dromaeosaurus                                                |
|  |                                                              |
|  | Utahraptor                                                   |
|  |                                                              |

|  | Dromaeosaurus |
|  |               |
|  | Utahraptor    |
|  |               |

|  | Achillobator                                                 |
|  |                                                              |
|  | Deinonychus                                                  |
|  |                                                              |
|  | Saurornitholestes                                            |
|  |                                                              |
|  | \| \| Dromaeosaurus \| \| \| \| \| \| Utahraptor \| \| \| \| |
|  |                                                              |
|  | Dromaeosaurus                                                |
|  |                                                              |
|  | Utahraptor                                                   |
|  |                                                              |

|  | Dromaeosaurus |
|  |               |
|  | Utahraptor    |
|  |               |

|  | Tianyuraptor |
|  |              |
|  | Bambiraptor  |
|  |              |

|  | Achillobator                                                 |
|  |                                                              |
|  | Deinonychus                                                  |
|  |                                                              |
|  | Saurornitholestes                                            |
|  |                                                              |
|  | \| \| Dromaeosaurus \| \| \| \| \| \| Utahraptor \| \| \| \| |
|  |                                                              |
|  | Dromaeosaurus                                                |
|  |                                                              |
|  | Utahraptor                                                   |
|  |                                                              |

|  | Dromaeosaurus |
|  |               |
|  | Utahraptor    |
|  |               |

|  | Achillobator                                                 |
|  |                                                              |
|  | Deinonychus                                                  |
|  |                                                              |
|  | Saurornitholestes                                            |
|  |                                                              |
|  | \| \| Dromaeosaurus \| \| \| \| \| \| Utahraptor \| \| \| \| |
|  |                                                              |
|  | Dromaeosaurus                                                |
|  |                                                              |
|  | Utahraptor                                                   |
|  |                                                              |

|  | Dromaeosaurus |
|  |               |
|  | Utahraptor    |
|  |               |

|  | Tianyuraptor |
|  |              |
|  | Bambiraptor  |
|  |              |

|  | Achillobator                                                 |
|  |                                                              |
|  | Deinonychus                                                  |
|  |                                                              |
|  | Saurornitholestes                                            |
|  |                                                              |
|  | \| \| Dromaeosaurus \| \| \| \| \| \| Utahraptor \| \| \| \| |
|  |                                                              |
|  | Dromaeosaurus                                                |
|  |                                                              |
|  | Utahraptor                                                   |
|  |                                                              |

|  | Dromaeosaurus |
|  |               |
|  | Utahraptor    |
|  |               |

|  | Achillobator                                                 |
|  |                                                              |
|  | Deinonychus                                                  |
|  |                                                              |
|  | Saurornitholestes                                            |
|  |                                                              |
|  | \| \| Dromaeosaurus \| \| \| \| \| \| Utahraptor \| \| \| \| |
|  |                                                              |
|  | Dromaeosaurus                                                |
|  |                                                              |
|  | Utahraptor                                                   |
|  |                                                              |

|  | Dromaeosaurus |
|  |               |
|  | Utahraptor    |
|  |               |

### Características anatômicas distintivas
Um diagnóstico é uma declaração das características anatômicas de um organismo (ou grupo) que o distinguem de todos os outros organismos em conjunto. O diagnóstico de um grupo taxonômico de organismos inclui os traços, conhecidos como sinapomorfias, que são compartilhados por dois ou mais organismos no grupo e acredita-se ter sido presente em seu mais recente ancestral comum.
De acordo com a Currie (1995), Velociraptorinae pode ser distinguida com base nas seguintes características:
- Dromaeossaurídeos tem os dentes maxilares e dentários possuindo dentículos sobre as carenas anteriores que são significativamente menores do que dos dentículos posteriores, e tem um segundo dente do pré-maxilar que é significativamente maior do que o terceiro e quarto dentes pré-maxilar.
- Dromaeossaurídeos tem narinas que aparecem pequenas, quando observado pela lateral.

De acordo com Turner et al. (2012), Velociraptorinae podem ser distinguidos com base nos seguintes características inequívocas:
- Abertura posterior do recesso basisfenóide é dividido em dois pequenos orifícios circulares por uma fina barra de osso.
- Recesso timpânico dorsal está presente como uma profunda concavidade, dirigida postero-lateralmente.
- Pleurocoels estão presentes em todas as vértebras dorsais.